# Sybrohyagnis minor
Sybrohyagnis minor är en skalbaggsart som beskrevs av Stefan von Breuning 1964. Sybrohyagnis minor ingår i släktet Sybrohyagnis och familjen långhorningar. Inga underarter finns listade i Catalogue of Life.